# Tula
 For alternative betydninger, se Tula (flertydig). (Se også artikler, som begynder med Tula)
Tula (russisk: Тула, IPA: [tulə]) er en industriby og det administrative center i Tula oblast i Rusland. Byen ligger ved Upafloden 193 km syd for Moskva med 466.609 (2023) indbyggere.

## Etymologi
Byens navn er af præ-russisk, sandsynligvis baltisk oprindelse.

## Geografi
Tula ligger nord for det centralrussiske plateau på bredden af floden Upa 193 km syd for Moskva. Fra nord til syd strækker byen sig over 30 km og fra vest til øst over 25 km.
Tula krydses af, eller ligger tæt på, nogle af de vigtigste veje af føderal betydning: Moskva - Krim, M2/, Kaluga - Tula - Mikhajlov - Rjasan, P32 og de store jernbanelinjer Moskva-Donbass, samt Tula - Kozelsk (Kaluga oblast), der forbinder Tula med andre regioner i Rusland og nabolandene. Via jernbanerne er der forbindelse til Moskva, Orjol, Kaluga, Uzlovaja (Tula oblast) og Kozelsk.

## Historie

### Første omtale
Tula omtales første gang i en krønike fra 1146. Senest på det tidspunkt eksisterede de første bosættelser ved mundingen af den lille flod Tuliza,  en biflod til Upa. Bosættelsen lå ved nutidens historiske centrum. I 1382, under den mongolske invasion af Rusland, blev Tula igen omtalt, denne gang i et dokument fra Moskvas storfyrste Dmitrij Donskoj. I dokumentet omtales Tula som residens for hustruen til Den Gyldne Hordes khan Djani Beg.
Efter Dmitrij Donskojs sejr over de Den Gyldne Horde i slaget ved Kulikovo 1380 var Tula og omegn i godt hundrede år underlagt Fyrstendømmet Rjazan til 1503, hvor området erobredes af Storfyrstendømmet Moskva. Den historiske udvikling af byen før den tid er kun overleveret meget fragmentarisk. Imidlertid er det kendt, at håndværk og handel spillede en væsentlig rolle i Tula i 1300-tallet.

### Tula som fæstningsby
Efter at Storfyrstendømmet Moskva i 1503 havde indtaget byen, blev Tula grundet byens beliggenhed storfyrstendømmets sydlige forpost mod krimtatarerne. Storfyrste Vasilij III (1505-1533) besluttede kort efter at udbygge befæstningen af byen. Tula-fæstningen blev en del af og garnisonsby ved Den Store Forsvarslinje (russisk: Большая засечная черта). Hovedkvarteret i Tula disponerede i 1616 over 6.279 mand og i 1636 over 17.005. Den Store Forsvarslinje bestod bl.a. af omfattende træpalisader. Resterne af Den Store Forsvarslinje, der oprindelig strakte sig over 400 kilometer langs den sydlige russiske grænse, kan fortsat identificeres på luftfotos.

## Sport
- FK Arsenal Tula;
- Arsenal stadion;